# Jong Genk
Jong Genk is een Belgische voetbalclub uit Genk die bij de KBVB aangesloten is met stamnummer 322 en blauw als clubkleur heeft. Jong Genk is de beloftenploeg van KRC Genk en speelt sinds het seizoen 2022-2023 in de Challenger Pro League, het tweede hoogste niveau van België. 

## Geschiedenis
In hun eerste jaar speelde Jong Genk zijn thuiswedstrijden in de Cegeka Arena in Genk, het stadion waarin ook het eerste elftal actief is. Vanaf het seizoen 2023/24 zal Jong Genk zijn thuiswedstrijden spelen in het Leunenstadion in Geel.
In het seizoen 2024/25 eindigde Jong Genk als laatste in 1B (na het algemene forfait van KMSK Deinze). Hierdoor volgde normaal degradatie naar 1e Nationale. Maar als gevolg van de competitiehervorming in Eerste klasse A werd in Juni 2025 beslist dat er steeds vier beloftenteams in Eerste klasse B moeten uitkomen; met als gevolg dat Jong Genk de degradatie ontliep.  

## Resultaten
| Seizoen | Klasse | Klasse | Klasse | Klasse | Klasse | Klasse | Klasse | Klasse | Klasse | Reeks                                                    | Punten                                                   | Opmerkingen                                                                    |                                                          |
|         | 1A     | 1B     | 1Am    | 2Am    | 3Am    | P.1    | P.2    | P.3    | P.4    | Vanaf 2016-17 zijn er 3 nationale en 2 regionale niveaus | Vanaf 2016-17 zijn er 3 nationale en 2 regionale niveaus | Vanaf 2016-17 zijn er 3 nationale en 2 regionale niveaus                       | Vanaf 2016-17 zijn er 3 nationale en 2 regionale niveaus |
| ------- | ------ | ------ | ------ | ------ | ------ | ------ | ------ | ------ | ------ | -------------------------------------------------------- | -------------------------------------------------------- | ------------------------------------------------------------------------------ | -------------------------------------------------------- |
| 2022/23 |        | 11     |        |        |        |        |        |        |        | Eerste klasse B                                          | 25                                                       | 9e na de reguliere competitie met 20 punten.                                   |                                                          |
| 2023/24 |        | 10     |        |        |        |        |        |        |        | Eerste klasse B                                          | 37                                                       |                                                                                |                                                          |
| 2024/25 |        | 15     |        |        |        |        |        |        |        | Eerste klasse B                                          | 14                                                       | Laatste, maar geen degradatie naar 1e Nationale door de competitie-hervorming. |                                                          |
| 2025/26 |        |        |        |        |        |        |        |        |        | Eerste klasse B                                          |                                                          |                                                                                |                                                          |

## Seizoen 2025/26

### Spelerskern
| Nr.           | Naam                  | Nationaliteit    | Geboortedatum |
| ------------- | --------------------- | ---------------- | ------------- |
| Keepers       |                       |                  |               |
| 28            | Lucca Brughmans       | België           | 27-06-2008    |
| 61            | Daan Van Laere        | België           | 15-10-2008    |
| 71            | Brent Stevens         | België           | 11-08-2003    |
| 82            | Olivier Vliegen       | België           | 07-02-1999    |
| Verdedigers   |                       |                  |               |
| 2             | Kayden Pierre         | Verenigde Staten | 16-02-2003    |
| 22            | Brad Manguelle        | België           | 27-11-2007    |
| 54            | Juwensley Onstein     | Nederland        | 07-10-2007    |
| 55            | Yumeki Yoshinaga      | Japan            | 22-02-2006    |
| 62            | Michiel Cauwel        | België           | 12-03-2007    |
| 63            | Zion Henry            | België           | 03-02-2008    |
| 72            | Alpha Barry           | Nederland        | 26-07-2007    |
| 73            | Elie Mbavu            | België           | 20-10-2009    |
| 84            | Emmanuel Sarfo        | België           | 12-07-2007    |
| Middenvelders |                       |                  |               |
| 53            | Manu Mocsnik          | België           | 27-01-2007    |
| 56            | August De Wannemacker | België           | 25-12-2008    |
| 58            | Matthias Wamu         | België           | 22-10-2008    |
| 65            | Christian Akpan       | Nigeria          | 29-01-2005    |
| 68            | Ayman Rabhi           | België           | 24-04-2007    |
| 74            | Loïc Alvarez          | België           | 29-01-2008    |
| 76            | Jelle Driessen        | België           | 19-01-2009    |
| 78            | Luka Lukanic          | Kroatië          | 03-05-2004    |
| 86            | Kenan Haroun          | België           | 05-07-2006    |
| 87            | Kenshin Yasuda        | Japan            | 05-03-2005    |
| Aanvallers    |                       |                  |               |
| 50            | Victory Beniangba     | Nigeria          | 15-06-2003    |
| 52            | Wilson Da Costa       | België           | 28-02-2007    |
| 57            | Aaron Murenzi         | België           | 23-05-2008    |
| 60            | Saif Lazar            | België           | 11-12-2006    |
| 66            | Jonathan Coenen       | België           | 22-12-2006    |
| 67            | Ali Camara            | België           | 13-01-2008    |
| 70            | Lino Decresson        | België           | 14-03-2007    |
| 79            | Djoully Nzoko         | Finland          | 11-10-2007    |
| 80            | Saïdou Touré          | België           | 09-02-2007    |
| 89            | Myung-jun Kim         | Zuid-Korea       | 06-03-2006    |

- Aanvoerder

### Technische staf
| Functie               | Naam              | Nationaliteit |
| --------------------- | ----------------- | ------------- |
| Coach                 | Johan Van Rumst   | België        |
| Assistent-coach       | Stefan Van Dender | België        |
| Assistent-coach       | Emrullah Güvenç   | België        |
| Assistent-coach       | Kenny Verhoene    | België        |
| Keeperstrainer        | Glenn Baetens     | België        |
| Performance Coach     | Robbe De Backer   | België        |
| Krachttrainer         | Wouter Vandevenne | België        |
| Video-analist         | Tuur Ickmans      | België        |
| Technisch Coördinator | Stijn Haeldermans | België        |

2 Pierre ·
22 Manguelle ·
28 Brughmans  ·
50 Victory ·
52 Da Costa ·
53 Mocsnik ·
54 Onstein ·
55 Yoshinaga · 
56 De Wannemacker ·
57 Murenzi ·
58 Wamu · 
60 Lazar ·
61 Van Laere ·
62 Cauwel ·
63 Henry ·
65 Akpan ·
66 Coenen ·
67 Camara ·
68 Rabhi ·
70 Decresson ·
71 Stevens ·
72 Barry ·
73 Mbavu ·
74 Alvarez ·
76 Driessen ·
78 Lukanic ·
79 Nzoko ·
80 Touré ·
82 Vliegen ·
84 Sarfo ·
86 Haroun · 
87 Yasuda · 
89 Kim ·
Coach: Van Rumst
Beerschot VA · SK Beveren · Club NXT · KAS Eupen · Francs Borains · Jong Genk . Jong KAA Gent · KV Kortrijk · Lierse SK · KSC Lokeren · Lommel SK · Olympic Club Charleroi · Patro Eisden Maasmechelen · RFC de Liège · RSCA Futures . RWDM Brussels · RFC Seraing